# Плавання на літніх Олімпійських іграх 2016 — естафета 4x200 метрів вільним стилем (чоловіки)
Змагання з плавання в естафеті 4x200 метрів вільним стилем серед чоловіків на Олімпіаді 2016 року відбулися 9 серпня на Олімпійському водному стадіоні.

## Рекорди
Станом на 9 серпня 2016 світовий і олімпійський рекорди були такими:
| Світовий рекорд     | США (USA) | 6:58.55 | Рим, Італія  | 31 липня 2009  |
| Олімпійський рекорд | США (USA) | 6:58.56 | Пекін, Китай | 13 серпня 2008 |

## Розклад змагань
Час місцевий (UTC−3)
| Дата     | Час | Раунд             |
| -------- | --- | ----------------- |
| 9 серпня |     | Попередні запливи |
| 9 серпня |     | Фінал             |

## Результати
Загалом у цій дисципліні взяли участь 16 команд. 8 найкращих із двох запливів вийшли у фінал.

### Попередні запливи
| Місце | Заплив | Доріжка | Країна                | Плавці | Час     | Нотатки |
| ----- | ------ | ------- | --------------------- | --- | ------- | ------- |
| 1     | 2      | 4       | Велика Британія (GBR) | Стівен Мілн (1:46.70) Роберт Ренвік (1:48.17) Деніел Воллас (1:46.39) Данкан Скотт (1:45.05)                    | 7:06.31 | Q       |
| 2     | 1      | 4       | США (USA)             | Кларк Сміт (1:47.20) Джек Конгер (1:45.73) Гуннар Бенц (1:48.01) Раян Лохте (1:45.80)                           | 7:06.74 | Q       |
| 3     | 2      | 2       | Росія (RUS)           | Михайло Довгалюк (1:46.91) В'ячеслав Андрусенко (1:47.50) Микита Лобінцев (1:46.42) Олександр Красних (1:45.98) | 7:06.81 | Q       |
| 4     | 2      | 6       | Німеччина (GER)       | Флоріан Фогель (1:47.16) Якоб Хайдтманн (1:47.17) Клеменс Рапп (1:46.61) Пауль Бідерманн (1:46.72)              | 7:07.66 | Q       |
| 5     | 2      | 7       | Японія (JPN)          | Косуке Хаґіно (1:46.60) Найто Ехара (1:47.12) Юкі Коборі (1:47.60) Такесі Мацуда (1:46.36)                      | 7:07.68 | Q       |
| 5     | 2      | 5       | Австралія (AUS)       | Деніел Сміт (1:47.55) Мак Гортон (1:46.32) Джейкоб Генсфорд (1:47.70) Томас Фрейзер-Голмс (1:46.41)             | 7:07.98 | Q       |
| 7     | 2      | 3       | Бельгія (BEL)         | Луї Кроенен (1:48.35) Дітер Деконінк (1:46.57) Еммануель Ванлюшен (1:47.79) Гленн Сюргелосе (1:46.01)           | 7:08.72 | Q       |
| 8     | 1      | 5       | Нідерланди (NED)      | Діон Дресенс (1:47.86) Кайл Стольк (1:47.13) Бен Схвітерс (1:47.92) Мартен Бжосковський (1:46.25)               | 7:09.16 | Q       |
| 9     | 1      | 8       | Італія (ITA)          | Мітчелл Д'Арріго (1:47.65) Алекс ді Джорджо (1:47.74) Марко Белотті (1:47.01) Габріеле Детті (1:46.80)          | 7:09.20 |         |
| 10    | 1      | 3       | Польща (POL)          | Ян Світковський (1:47.95) Павел Коженьовський (1:48.14) Кацпер Кліх (1:49.52) Кацпер Майхшак (1:45.50)          | 7:11.11 |         |
| 11    | 1      | 7       | ПАР (RSA)             | Майлс Браун (1:46.47) Себастьян Руссо (1:48.35) Келвін Юстус (1:49.04) Ділан Бош (1:48.75)                      | 7:12.61 |         |
| 12    | 1      | 2       | Іспанія (ESP)         | Віктор Мартін (1:48.74) Мігель Дуран (1:48.10) Альберт Пуїг (1:48.13) Марк Санчес (1:47.65)                     | 7:12.62 |         |
| 13    | 2      | 1       | Данія (DEN)           | Андерс Ліе (1:47.62) Данієль Скаанінг (1:46.78) Сьорен Даль (1:47.43) Магнус Вестерманн (1:50.83)               | 7:12.66 | NR      |
| 14    | 1      | 6       | Франція (FRA)         | Жордан Потен (1:46.56) Грегорі Малле (1:47.60) Лоріс Буреллі (1:48.62) Дам'єн Жолі (1:50.93)                    | 7:13.71 |         |
| 15    | 1      | 1       | Бразилія (BRA)        | Луїс Алтамір Мело (1:48.19) Жуан де Лукка (1:47.77) Андре Перейра (1:49.19) Ніколас Олівейра (1:48.69)          | 7:13.84 |         |
| 16    | 2      | 8       | Угорщина (HUN)        | Петер Бернек (1:47.69) Гердьо Кіш (1:51.02) Беньямін Грац (1:48.71) Домінік Козма (1:51.09)                     | 7:18.51 |         |

### Фінал
| Місце | Доріжка | Країна                | Спортсмени                                                                                                | Час     | Нотатки |
| ----- | ------- | --------------------- | --- | ------- | ------- |
| 1     | 5       | США (USA)             | Конор Дваєр (1:45.23) Тавнлі Гаас (1:44.14) Раян Лохте (1:46.03) Майкл Фелпс (1:45.26)                    | 7:00.66 |         |
| 2     | 4       | Велика Британія (GBR) | Стівен Мілн (1:46.97) Данкан Скотт (1:45.05) Деніел Воллас (1:46.26) Джеймс Ґай (1:44.85)                 | 7:03.13 | NR      |
| 3     | 2       | Японія (JPN)          | Косуке Хаґіно (1:45.34) Найто Ехара (1:46.11) Юкі Коборі (1:45.71) Такесі Мацуда (1:46.34)                | 7:03.50 |         |
| 4     | 7       | Австралія (AUS)       | Томас Фрейзер-Голмс (1:45.81) Девід Маккеон (1:45.63) Деніел Сміт (1:47.37) Мак Гортон (1:45.37)          | 7:04.18 |         |
| 6     | 3       | Росія (RUS)           | Данило Ізотов (1:46.72) Олександр Красних (1:45.67) Микита Лобінцев (1:46.31) Михайло Довгалюк (1:47.00)  | 7:05.70 |         |
| 5     | 6       | Німеччина (GER)       | Флоріан Фогель (1:47.16) Крістоф Фільдербрандт (1:47.91) Клеменс Рапп (1:46.12) Пауль Бідерманн (1:46.09) | 7:07.28 |         |
| 7     | 8       | Нідерланди (NED)      | Діон Дресенс (1:47.58) Мартен Бжосковський (1:46.87) Кайл Стольк (1:47.59) Себастіан Версхюрен (1:47.06)  | 7:09.10 |         |
| 8     | 1       | Бельгія (BEL)         | Луї Кроенен (1:48.95) Дітер Деконінк (1:47.50) Гленн Сюргелосе (1:46.91) Пітер Тіммерс (1:48.28)          | 7:11.64 |         |